# Церковь Рождества Иоанна Предтечи (Старая Ладога)
Це́рковь Рождества́ Иоа́нна Предте́чи — православный храм в Старой Ладоге, бывший собор Иоанно-Предтеченского монастыря. Известен по упоминаниям с 1276 года, современное здание построено в 1695 году.

## История
Первое упоминание о Ивановском монастыре на возвышенности, именовавшейся Малышевой горой, встречается в летописи 1276 года. Известно, что к монастырю благоволила семья царя Бориса Годунова. В Летописи 1604 года сообщается о пожертвовании царём монастырю двух колоколов, с выбитой на одном из них надписью: «Ладоге — оплоту государства моего». На другом колоколе вылита надпись: «Лето 7112 (1604 г.) к Вознесению Господню и Рождеству Иоанна Предтечи на Малышеву гору в Ладогу слито два колоколы при благоверном царе и великом князе Борисе Федоровиче всея Руси и его благоверной царице великой княгине Марии и при их благородных чадах, царевиче Федоре, царевне Ксении и преосвященном митрополите Исидоре Великого Новгорода и при настоящем игумене Дионисии». До конца XVII века постройки монастыря, включая церковь, были деревянными. Как свидетельствуют источники, нынешний храм был воздвигнут в 1695 году на месте более древнего деревянного.
Долгие годы (до своего закрытия в 1920-е) Иоанновский собор был главным храмом Старой Ладоги. Таковым он остаётся и сегодня, хотя ещё недавно ему угрожало полное разрушение. Рухнул свод апсиды, стала клониться колокольня. Оказалось, что Малышева гора изрыта подземными ходами. В XIX веке крестьяне села добывали здесь кварцевый песок и продавали его в Санкт-Петербурге для изготовления лампочек. Образовавшиеся пустоты стали угрозой сохранности памятника. Реставраторам пришлось закачать туда немало бетона, что приостановило его разрушение.
В 1991 после завершения реставрации церковь Рождества Иоанна Предтечи первой в Старой Ладоге была возвращена верующим. Её придел во имя святой Параскевы Пятницы украсил новый иконостас, кованые подсвечники. Стены прилегающей трапезной были расписаны петербургскими художниками. В самом храме также был заново воздвигнут многоярусный иконостас. Теперь церковь приписана к Никольскому монастырю. Здесь совершаются воскресные и праздничные литургии насельниками Никольского монастыря. Собор стал «кафедральным» и для староладожан. Паломники, следующие в Александро-Свирский и в другие дальние монастыри, в воскресные дни зачастую начинают свой подвиг паломничества к святыням с литургии в Староладожском Никольском монастыре.

## Архитектура
Массивный четверик храма завершен центральной световой главой и четырьмя декоративными угловыми. Фасады разбиты на прясла плоскими лопатками и завершены прямыми карнизами с декоративными поясками. Большие окна в два яруса (в два света), нижние оформлены наличниками. С востока примыкает одна широкая апсида, оформленная арочными нишами с килевидными завершениями. С севера примыкает низкий придел с маленькой декоративной главкой и апсидой с аналогичным арочным декором. С запада храм и придел соединены низкой папертью с выступающей у юго-западного угла восьмигранной столпообразной колокольней. Её нижний квадратный в плане ярус используется как открытое крыльцо. Колокольня завершена граненной кровлей с маленькими треугольными фронтонами в основании и остроконечным шпилем.

## Фотографии

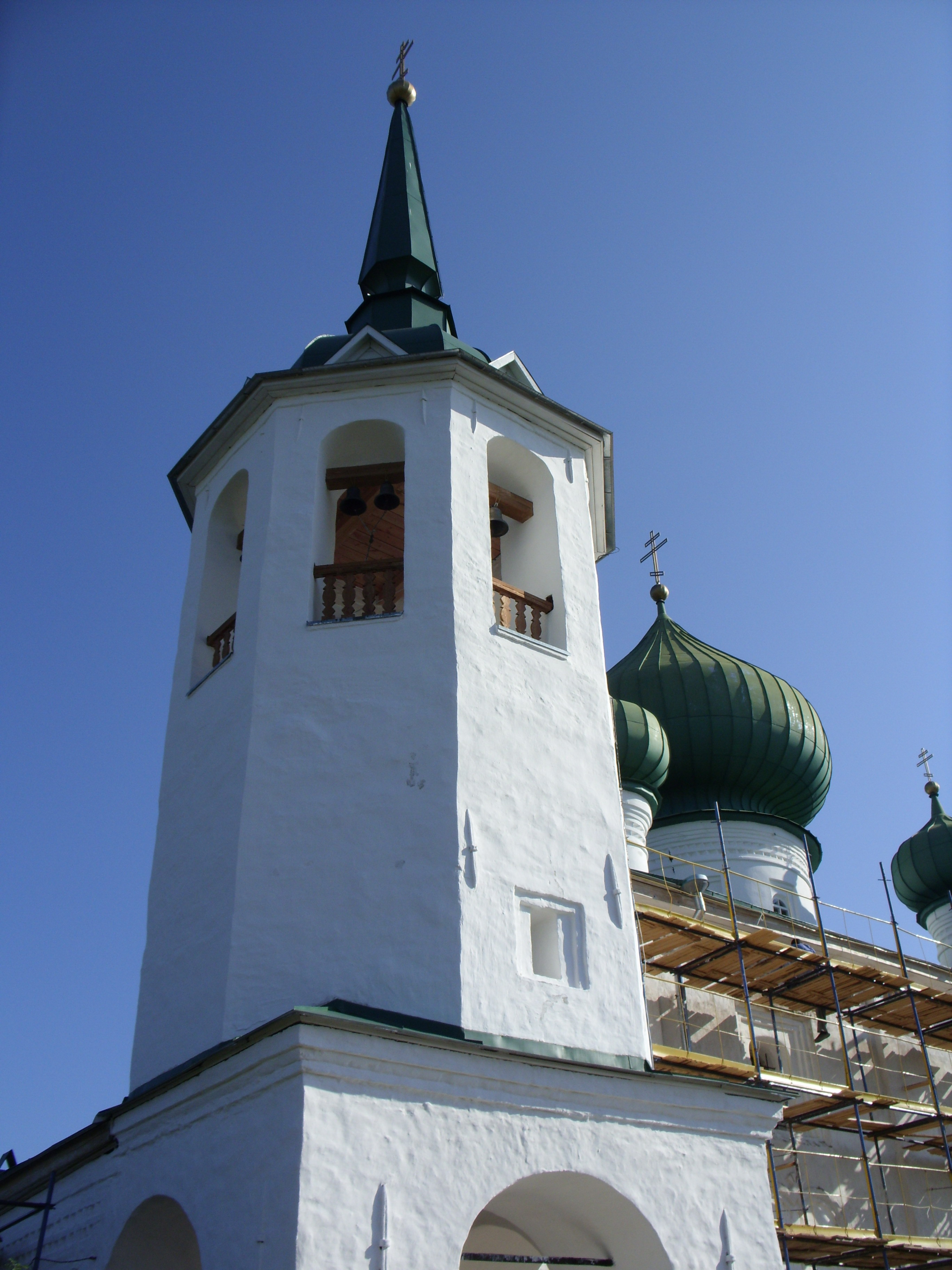
Колокольня. Август 2010 года
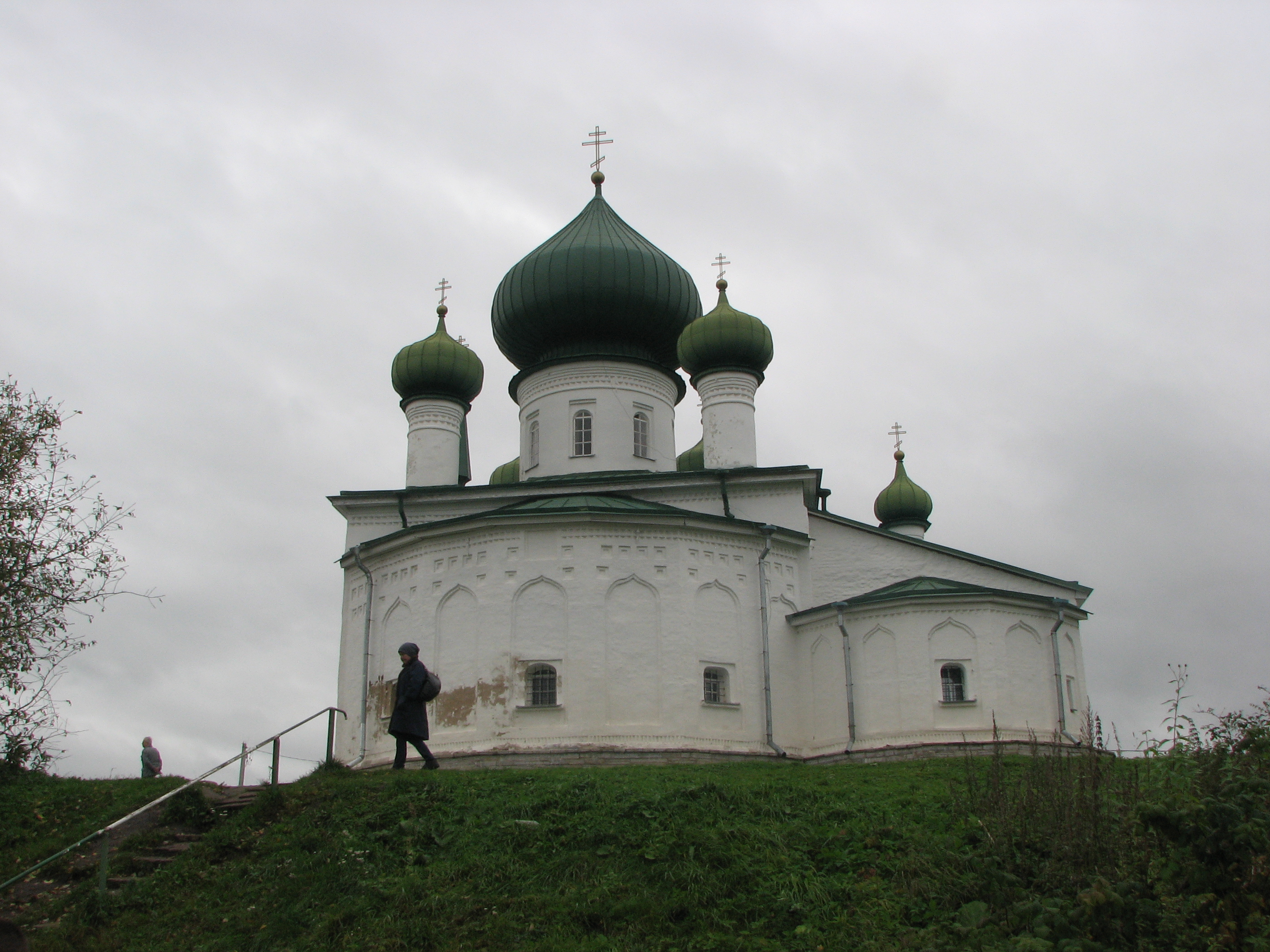
Церковь в 2012 году
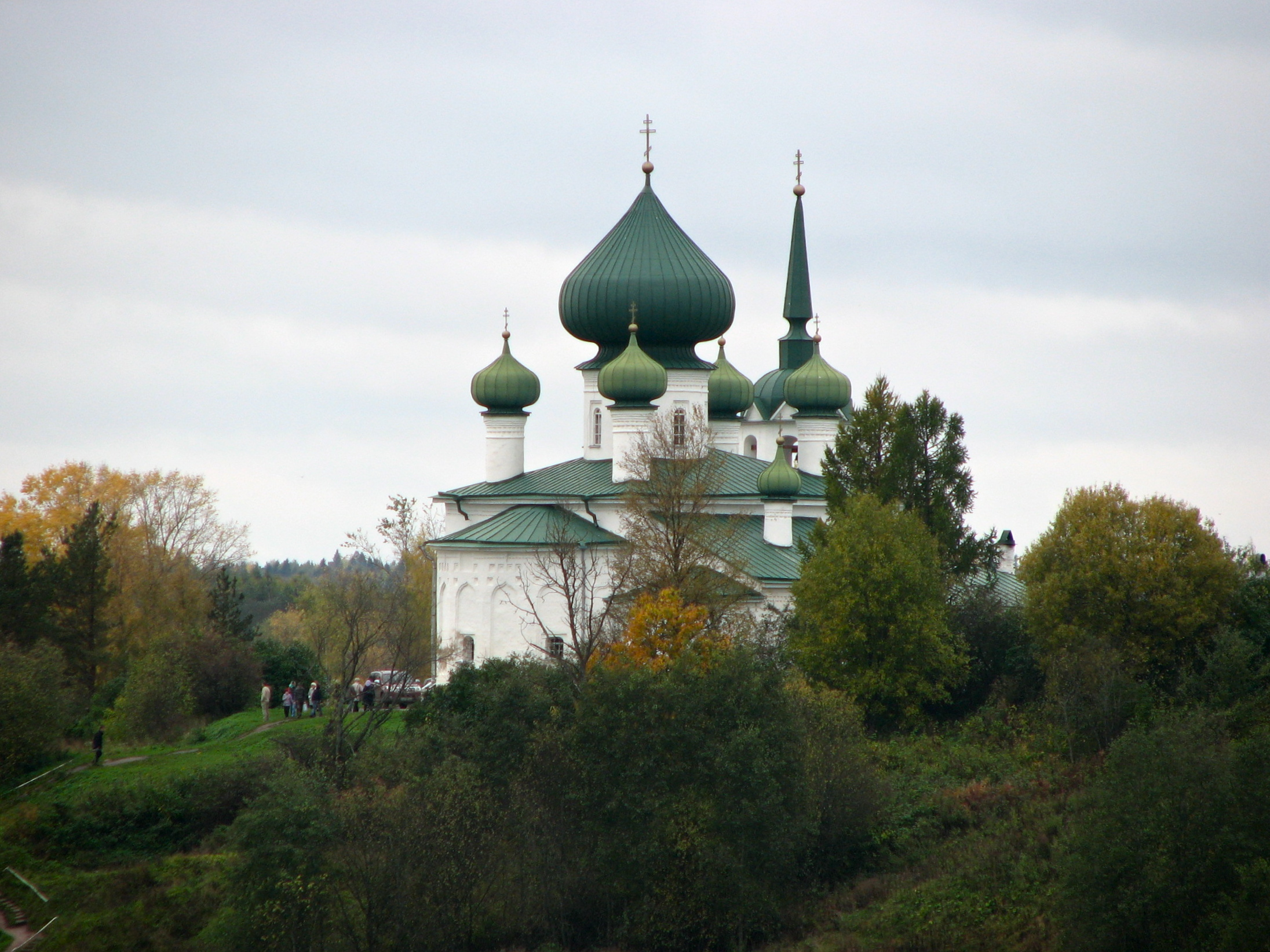
Вид на церковь в 2012 году
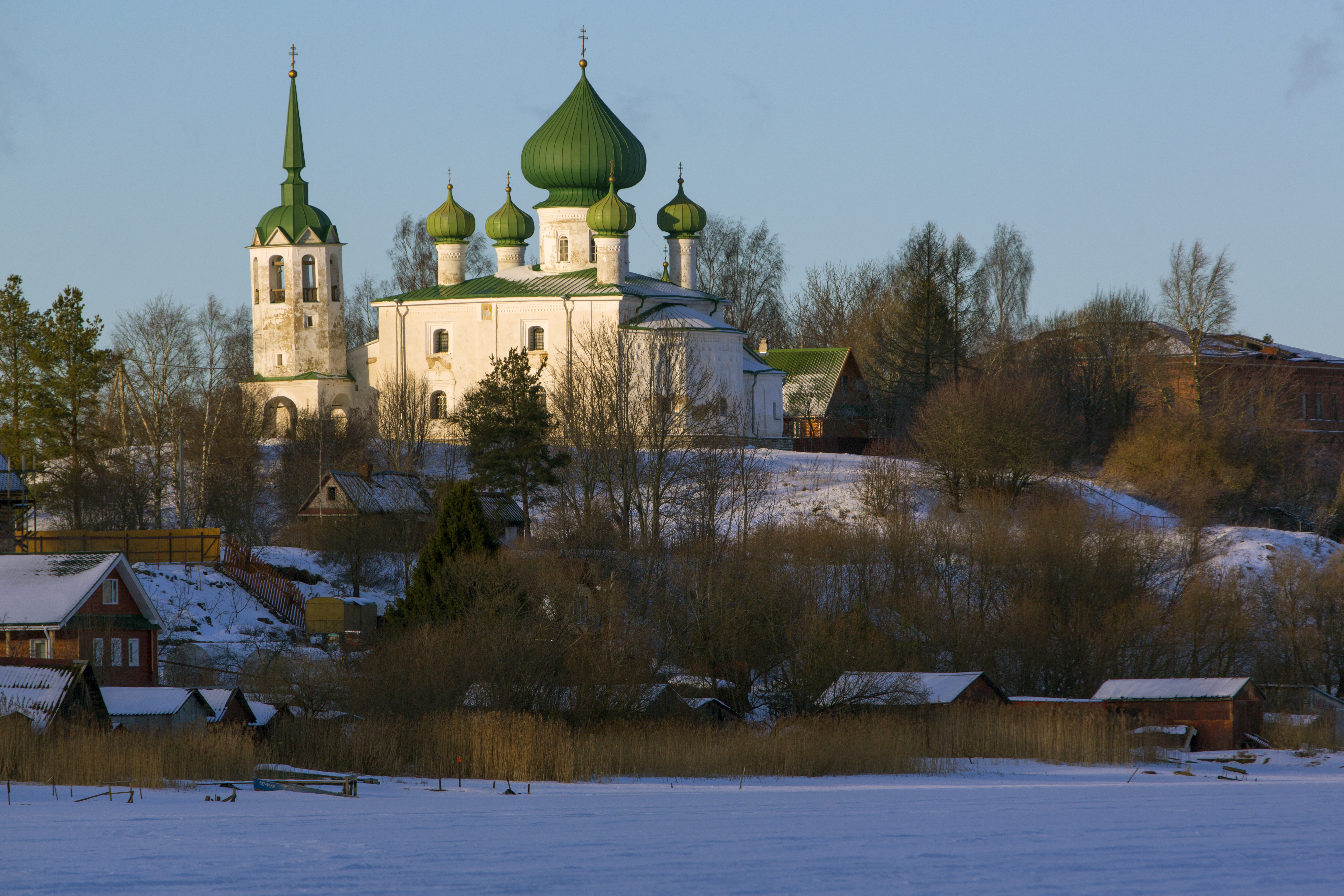
Вид на церковь, январь 2016